# ووردبيرفكت
ووردبيرفكت (بالإنجليزية: WordPerfect)‏ هو معالج للنصوص. بلغ ذروة شعبيته في أواخر 1980 وبديات 1990، واعتبر المعالج للنصوص بامتياز، إلى أن حجب عندما أخرجت مايكروسوفت «مايكروسوفت وورد» وبالرغم من أن صيغ دوس وويندوز هم الأكثر انتشارا، وورد برفكت كان متاحا لمجموعة واسعة من الحواسيب وأنظمة التشغيل، بما في ذلك نظام تشغيل ماك أوس، لينكس، أبل ه وأبل IIGS، والنسخ الأكثر شعبية ليونكس نظام الذاكرة الافتراضية والداتا جينيرالSystem/370 أميغا أو إس، أتاري أس تي وأو أس / 2.
الفرق الكبير بينها وبين منافسها ميكروسوفت أوفيس ل مايكروسوفت هو القدرة على عرض  جميع  كودات أشكال النصوص، وهو الأمر غير المتاح في الوورد. ونافذة الكودات يمكن تقييسها ك خطوط، والألوان الخلفية والخطوط يمكن تخصيصها من قبل المستخدم وفقا لتفضيلاته. كوريل لا تطور وورد برفكت للـ MacOS منذ عام 2000.

## وصلات خارجية
- الموقع الرسمي